# 大弗拉特鎮區 (阿肯色州巴克斯特縣)
大弗拉特鎮區（英語：Big Flat Township）是位於美國阿肯色州巴克斯特縣的一個行政鎮區。

## 地方資料
大弗拉特鎮區的面積為123.75平方千米，當中陸地面積為123.70平方千米，而水域面積為0.05平方千米。根據2010年美國人口普查的數據，當地共有人口198人，而人口密度為每平方千米1.6人。